# 施洛特费尔德
施洛特费尔德是德国石勒苏益格－荷尔斯泰因州的一个市镇。总面积4.80平方公里，总人口228人，其中男性112人，女性116人（2011年12月31日），人口密度48人/平方公里。